# Blue Mound (Texas)
Pour les articles homonymes, voir Blue Mound (homonymie).
La ville de Blue Mound est située dans le comté de Tarrant, dans l’État du Texas, aux États-Unis. Elle comptait 2 394 habitants lors du recensement de 2010.

## Source
- (en) Cet article est partiellement ou en totalité issu de l’article de Wikipédia en anglais intitulé « Blue Mound, Texas » (voir la liste des auteurs).